# 大西真美
大西 真美（おおにし まみ、1986年5月29日 - ）は、日本の女性ファッションモデルである。現在、一児の母である。

## 人物
- 神戸松蔭女子学院大学短期大学部在学中より、雑誌の読者モデルとして活躍。

## 活動内容

### 雑誌
- 『ViVi』（講談社）
- 『JJ』(光文社)
- 『bis』（光文社）
- 『HONEY girl』（英知出版）